# Chaerephon bivittata
Chaerephon bivittata är en däggdjursart som först beskrevs av Theodor von Heuglin 1861.  Chaerephon bivittata ingår i släktet Chaerephon och familjen veckläppade fladdermöss. Inga underarter finns listade i Catalogue of Life.
Denna fladdermus förekommer i östra Afrika från Eritrea till Zimbabwe. Habitatet utgörs av torra och fuktiga savanner. Individerna vilar i bergssprickor och i övergivna gruvor.
Arten blir med svans 10,0 till 11,1 cm lång, vikten är 13,1 till 17,0 g och underarmarna är 4,3 till 4,7 cm långa. Djuret har cirka 1 cm långa bakfötter och 2,0 till 2,3 cm stora öron. Ovansidan och huvudet är täckt av jordfärgad (umbra) päls med varierande vita punkter och strimmor på huvudet, på axlarna och ibland på bålens sidor. Även undersidan är jordfärgad eller lite mer gråbrun. Chaerephon bivittata har en mörkbrun flygmembran, även mellan bakbenen.
Vanligen sover en liten flock med upp till 6 exemplar tillsammans. Arten jagar olika insekter.